# Haut Folin
Le Haut Folin (pol. Wysoki Folin; 901 m n.p.m.) – najwyższy szczyt w paśmie górskim Bois du Roi i jednocześnie w całej grupie górskiej Morvan w Burgundii we Francji. Leży na terenie gminy Saint-Prix w departamencie Saona i Loara. W odległości ok. 1,5 km wznosi się szczyt Le Bas Folin (pol. Niski Folin; 831 m n.p.m.).
Wierzchołek płaski, rozległy, prawie w całości porośnięty lasem. Na szczycie znajduje się przekaźnik telewizyjny Autun-Bois-du-Roi. Przy szczególnie korzystnych warunkach pogodowych i przejrzystym powietrzu ze szczytu można zobaczyć odległy o ok. 250 km Mont Blanc.
Na stokach Haut Follin Club Alpin Français (CAF) zbudował najbliższy Paryża ośrodek narciarstwa zjazdowego z wyciągiem narciarskim, trasami zjazdowymi, schroniskiem i restauracją. Ośrodek działał do końca lat 80. XX w. – został zlikwidowany na skutek braku odpowiednio grubej i trwałej pokrywy śnieżnej oraz nieopłacalności inwestowania w sztuczne naśnieżanie stoku przy krótkim sezonie narciarskim.